# 克伦民族保卫组织
克伦民族保卫组织（缩写KNDO），又译克伦民族防卫组织或克伦民族抵抗组织等，是克伦民族联盟（KNU）的两支武装部队之一，另一支为克伦民族解放军。该组织在1947年至1949年作为克伦民族联盟的武装翼与缅甸政府军作战；克伦民族保卫组织的正式武装翼地位被被后来克伦民族解放军所取代。
克伦民族保卫组织紧随政府发起的和平进程，首先是2011年少数民族武装抵抗组织（EARO）的全国停火要求。2015年10月11日，克伦民族保卫组织发表了关于最近停火协议的声明。